# تاكانوري مياكي
تاكانوري مياكي (باليابانية: 三宅 貴憲) (15 فبراير 1992 في أوساكا في اليابان – )؛ هو لاعب كرة قدم ياباني سابق كان يلعب كحارس مرمى.

## وصلات خارجية
- تاكانوري مياكي على موقع رابطة كرة القدم اليابانية للمحترفين (اليابانية)